# Au Sable
Au Sable é uma Região censo-designada localizada no estado americano de Michigan, no Condado de Iosco.

## Demografia
Segundo o censo americano de 2000, a sua população era de 1533 habitantes.

## Geografia
De acordo com o United States Census Bureau tem uma área de 
5,6 km², dos quais 5,5 km² cobertos por terra e 0,1 km² cobertos por água.

## Localidades na vizinhança
O diagrama seguinte representa as localidades num raio de 32 km ao redor de Au Sable. 